# Louis Gallet

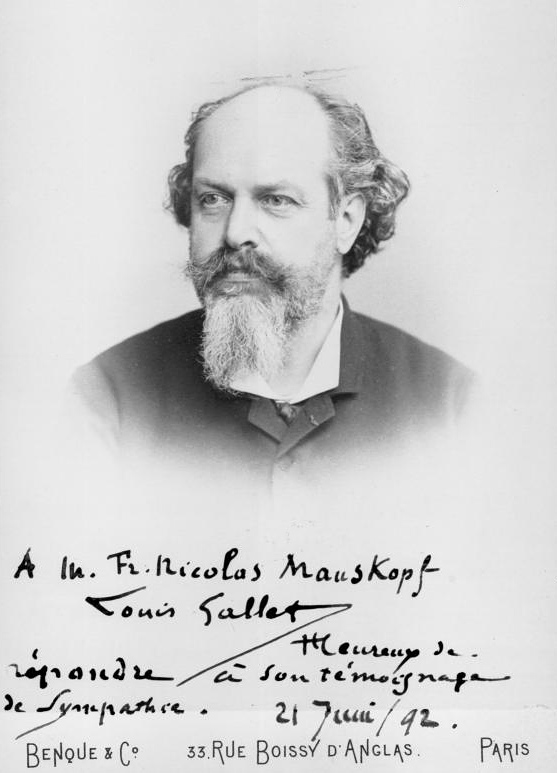
Louis Gallet, 1892

Louis Gallet (* 14. Februar 1835 in Valence; † 16. Oktober 1898 in Paris) war ein französischer Librettist und Schriftsteller.

## Leben und Werk
Gallet arbeitete in seiner Heimatstadt zunächst als Lehrer und Korrektor. 1857 veröffentlichte er unter einem Pseudonym die Gedichtsammlung Gioventù und übersiedelte nach Paris. Hier arbeitete er in der Gesundheitsverwaltung, leitete lange Zeit das Hôpital Lariboisière und erlangte schließlich den Rang eines Inspektors.
Daneben verfasste er Romane, Gedichte und ein Drama. 1868 begann seine Karriere als Librettist. Gemeinsam mit Édouard Blau schrieb er den Text zu Georges Bizets Oper La Coupe du Roi de Thulé. 1870 folgte das Libretto zu Le Kobold von Ernest Guiraud. 1871 lernte er Camille Saint-Saëns kennen, der ihn mit dem Libretto zu La Princesse jaune beauftragte und ihn als Musikkritiker an die Nouvelle Revue vermittelte.
In der Folgezeit verfasste Gallet weitere Libretti für Saint-Saëns, für Charles Gounod, Eugène Diaz, Victorin de Joncières und Lucien-Léon Guillaume Lambert. Mehrere Libretti schrieb er für Jules Massenet, darunter Le Cid – eine Adaption des Le Cid (1885) von Pierre Corneille – und Thaïs nach der Novelle von Anatole France. In den 1890er-Jahren veröffentlichte er zwei autobiographische Bände.
In dem Roman Le Capitaine Satan (deutsch: Kapitän Satan oder Abenteuer des Cyrano de Bergerac) ließ er den berühmten französischen Dichter aus dem 17. Jahrhundert in einer Mantel- und Degengeschichte die Hauptrolle spielen. Etwa zur gleichen Zeit (1897) erschien von Edmond Rostand das literarisch weit anspruchsvollere romantisch-komödiantische Versdrama Cyrano de Bergerac. 

## Werke (Auswahl)
Autobiographisches
- Notes d’un librettiste, Erinnerungen, 1891
- Guerre et Commune, impressions d’un hospitalier, Erinnerungen, 1898

Libretti
- La coupe du roi de Thulé (Georges Bizet), 1868
- Le Kobold mit Charles Nuitter (Ernest Guiraud), 1870
- Djamileh, (Georges Bizet), 1872
- La princesse jaune (Camille Saint-Saëns), 1872
- La coupe du roi de Thulé mit Édouard Blau, (Eugène Diaz), 1873
- Marie-Magdeleine, Oratorium, (Jules Massenet), 1873
- Cinq-Mars mit Paul Poirson (Charles Gounod), 1877
- Ève (Jules Massenet), 1875
- Le roi de Lahore (Jules Massenet), 1877
- Le Cid mit Édouard Blau und Adolphe Dennery (Jules Massenet), 1885
- Thaïs (Jules Massenet), 1894
- Le déluge, biblisches Poem (Camille Saint-Saëns), 1876
- Ascanio, nach Benvenuto Cellini von Paul Meurice (Camille Saint-Saëns), 1890
- Frédégonde (Ernest Guiraud, Camille Saint-Saëns, Paul Dukas), 1895
- Déjanire (Camille Saint-Saëns), 1898

Lyrik
- Gioventù, Gedichte, 1857